# Рэнди Уэст
Рэнди Уэст (англ. Randy West; урожд. Эндрю Джей Абрамс, англ. Andrew Jay Abrams; 12 октября 1947, Нью-Йорк — 20 сентября 2024, Лас-Вегас) — американский порноактёр и продюсер.

## Биография

### Ранние годы
Родился в еврейской семье. После окончания школы переехал в южную Флориду. Первоначально он думал о том, чтобы стать бейсболистом, и выступал за команду Майамского университета, но затем начал карьеру певца. В течение 10 лет был вокалистом нескольких рок-групп, а также работал натурщиком в стиле ню.

### Порнокарьера
Дебютировал в порно в 1975 году, снявшись в фильме «Sexpert» под именем Рэнди Уэста. В 1979 году переехал в Калифорнию. В 1980 году фотография Уэста появилась на развороте журнала «Playgirl» — Уэст стал первым, позировавшим для журнала в состоянии эрекции. В том же году стал участником шоу «Chippendales», в котором проработал до 1992 года. Кроме выступлений в шоу и съемок, также работал в качестве стриптизера на частных мероприятиях.
В фильме «Непристойное предложение» именно тело Уэста видит зритель в эротических сценах с участием Роберта Редфорда. Очень многие порноактрисы работали с Уэстом на раннем этапе своей карьеры (в частности, Дженна Джеймсон и Тера Патрик), а для Виктории Пэрис и Эшлин Гир сцены с Уэстом стали дебютными.
На данный момент снялся в 1296 фильмах, в которых у него было около 2500 партнерш. Столь впечатляющие показатели дали повод охарактеризовать Уэста как «человек-копёр».
Занимает 29-ю строчку в списке 50 порнозвезд всех времен, составленном журналом «Adult Video News» (AVN). Член Залов славы AVN, FOXE, XRCO и «Legends of Erotica». 15 раз номинировался на ежегодную премию AVN в категории «Лучший актер».

### Продюсер
В 1993 году вышел первый фильм Уэста как продюсера — «Up and Cummers 1», ставший началом 129-серийного сериала. Этот и другие сериалы Уэста (такие, как «I Love Lesbians», «Real Female Masturbation») сосредоточены на реальных людях, занимающихся реальным сексом. Эпизоды сериалов имеют стандартный формат: сначала краткое интервью-знакомство с исполнительницей, а затем несколько последовательных половых актов, в которых практически всегда исполнительница получает оргазм (как сказал Уэст в одном из своих фильмов, оргазм партнерши по съемкам является для него одним из самых больших удовольствий).
Являлся CEO компании Randy West Productions. Дистрибьютором продукции Уэста являлась компания Evil Angel.
Уэст умер от сердечной и почечной недостаточности в больнице в Лас-Вегасе 20 сентября 2024 года в возрасте 76 лет.

## Избранная фильмография
- 1975. Sexpert.
- 1980. Bon Appetit.
- 1980. Dracula Exotica.
- 1980. Sex Boat.
- 1981. Aunt Peg Goes Hollywood.
- 1981. Bad Girls.
- 1981. Seka’s Fantasies.
- 1984. Stud Hunters.
- 1985. Having It All.
- 1985. More Reel People 2.
- 1986. Jane Bond Meets Octopussy.
- 1986. Miami Spice.
- 1986. Miami Spice 2.
- 1989. Red Hot Fire Girls.
- 1989. True Confession Of Tori Welles.
- 1991. Bite!
- 1991. Ecstasy.
- 1991. Malibu Spice.
- 1991. Shattered.
- 1991. Vision.
- 1993. American Garter.
- 1993. Full Moon Bay.

## Премии
- 1993. Free Speech Coalition Awards — Lifetime Achievement[1]
- 1994. FOXE Awards — Fan Favourite (Male)[1]
- 1994. XRCO Awards — Best Pro-Am Series («Up and Cummers»)[1]
- 1995. FOXE Awards — Fan Favourite (Male)[1]
- 1995. XRCO Awards — Best Pro-Am Series («Up and Cummers»)[1]
- 1995. AVN Awards — Best Pro-Am Tape («Up and Cummers 7»)[1]
- 1996. FOXE Awards — Fan Favourite (Male)[1]
- 1997. FOXE Awards — Fan Favourite (Male)[1]
- 1997. AVN Awards — Best Pro-Am Tape («Up and Cummers 33»)[1]
- 1999. AVN Awards — Best Ethnic-Themed Series («Up and Cummers»)
- 1999. AVN Awards — Best Pro-Am or Amateur Series («Up and Cummers»)
- 2001. AVN Awards — Best Pro-Am or Amateur Series («Up and Cummers»)
- 2002. AVN Awards — Best Pro-Am or Amateur Series («Up and Cummers»)
- 2008. AVN Awards — Silverback of the Porn Industry («He eats first»)